# Никола Калпазанов
Никола Иванов Калпазанов е български индустриалец, най-големият син на фабриканта Иван Калпазанов и Велика Стоянова. Дарява 300 000 лева, с които е построена сградата на БЧК в Габрово.

## Биография
Калпазанов е роден в Габрово през 1868 г. Учи в Априловска гимназия. Брат е на Димитър Калпазанов, зет на Васил Карагьозов и на д-р Петър Цончев, вуйчо на Кольо Карагьозов.
На 20 юни 1933 г. Калпазанов дарява 300 000 лв. за построяване сграда на БЧК в Габрово, в която да се помещава безплатна ученическа трапезария. Дарението е прието с благодарност от дружеството на Червения кръст в града, а дарителят е обявен за почетен член на БЧК – клон Габрово.
Габровският общински съвет отпуска място за построяването на дома, а клонът на Червения кръст създава фонд за издържане на безплатна ученическа трапезария. Дарителят не доживява ДА види осъществено своето дело. Домът „Никола Ив. Калпазанов“ е тържествено осветен на 19 дек. 1937 г. от протосингела на Великотърновската митрополия йеромонах Стефан. Безплатната ученическа трапезария и народна кухня в Габрово се смята за много ценна придобивка в областта на милосърдието както от ръководството на БЧК, така и от благодарните жители на града.
Калпазанов умира в Габрово. през 1936 г.
Сградата на БЧК, построена от Никола Калпазанов и неговите роднини, съществува и днес на адрес ул. „Константин Иречек“ 3, 5300 Габрово Център и продължава да се използва по предназначение.
На входа на БЧК в Габрово има поставена паметна плоча с името на щедрия дарител и благодетел.